# Thomas Mørk (skuespiller)
 Der er flere personer med dette navn, se Thomas Mørk.
Thomas Mørk (født 28. september 1962 i Hellerup) er en dansk skuespiller, der er uddannet fra Statens Teaterskole i 1987. Den alsidige skuespiller har både optrådt på Det kongelige Teater, i en række revyer som Nykøbing F. Revyen og har bl.a. været medvært i forbindelse med overrækkelsen af Årets Reumert 2006. I tv har han optrådt i satire-programmet Ansjosen og i serierne Flemming og Berit, Bryggeren og Krøniken, ligesom han har medvirket i julekalenderen Alletiders jul. Han har også lagt stemme til en lang række tegnefilmsfigurer. Mange kender ham også fra makkerskabet med Niels Olsen i Cirkus Montebello.

## Filmografi

### Spillefilm
- Isolde – 1989
- Høfeber – 1991
- Planetens spejle – 1992
- Hjælp - Min datter vil giftes – 1993
- Snøvsen ta'r springet – 1994
- Krystalbarnet – 1996
- Manden som ikke ville dø – 1999
- Pyrus på pletten – 2000

### Danske stemmer
- Anastasia - Bartok
- Violetta - Gregorio Casal
- Ice Age - Manny
- Ice Age 2: På tynd is - Manny
- Ice Age 3: Dinosaurerne kommer - Manny
- Ice Age 4: På gyngende grund - Manny
- Ice Age: Den vildeste rejse - Manny
- Oliver & Co. - Rambo
- Balladen om Holger Danske - Holger Danske
- Looney Tunes – Pepe Le Puh
- Spaced Out – George Martin
- Krampetvillingerne – Hr. Krampe
- Sly 2 Band of Thieves – Dimitri
- Sly 3 Honor Among Thieves – Dimitri
- Magnus og Myggen – Myggen
- Herkules - Plage
- Stitch! Eksperiment 626 - X-625
- Lilo og Stitch: Serien - X-625
- Bjørne Brødre - Stub
- Skyllet væk - Le Frø
- Min skøre familie Robinson - Onkel Fritz
- Zack og Codys Søde Hotelliv - Mr. Moseby
- Det Søde Liv til Søs - Mr. Moseby
- The Avengers: Earth's Mightiest Heroes - Captain America, Iron Man (Sæson 2), diverse roller